# 板橋区立金沢小学校
板橋区立金沢小学校（いたばしくりつ かなざわしょうがっこう）は東京都板橋区にある公立小学校。1951年に板橋第四小学校の分校として授業を始め、1952年に金沢小学校として設立された。通称「金沢小」。
金沢の由来は、江戸時代に加賀藩の約21万坪におよぶ広大な下屋敷があったことに由来する。

## 特徴
- 都内にありながら、敷地内に約2000本の樹木が生い茂る。
- 各学年に「実のなる木」があり、自然とかかわる学習活動も多い。
- 教室の外はカーペットが敷かれ、廊下ではなくワークスペースになっている。
- 始業合図のチャイム等が無い。
- 学区外からの入学希望者が多く、学校の受入可能数を超えた年には、学区外からの入学希望者には抽選を行っていた。
- 板橋区では、入学予定校変更希望制を実施しているが、「適用除外校」となり、2016年現在、通学区域外からは入学できない。
- 近隣の商店街は、すべて学区外のため、比較的サラリーマンの保護者が多い。

## 教育目標
- かしこく
- やさしく
- たくましく

## 沿革

### 経緯
金沢学校は、1951年11月に板橋第四小学校の分校として授業を始める。1952年1月金沢小学校ができる。

### 年表
- 1951年11月 - 板橋第四小学校の分校として授業を始める。

※当時の5年生から1年生までが、小雨の降る中、自分のイスをもって、今の金沢小学校へ引っ越して来た。
- 1952年1月 - 金沢小学校ができる。
- 1952年2月 - 開校式を行う。
- 1952年2月 - PTA設立。
- 1953年9月 - 台風13号の影響で校舎の一部が壊れる。
- 1953年11月 - 校舎改築のため、３、４年生が二部授業をする。
- 1954年2月 - 新校舎ができ、二部授業がなくなる。
- 1954年2月 - 校章がきまり、校歌ができる。
- 1956年2月 - 第１校舎ができあがる。
- 1961年6月 - 第２校舎ができあがる。
- 1962年2月 - 開校10周年　グランドピアノ・校旗をそなえ、全教室にテレビをつける。
- 1964年3月 - 体育館ができあがる。
- 1965年3月 - 正門ができあがる。
- 1968年1月 - 校庭開放が始まる。
- 1972年2月 - 開校20周年記念式典を行う。
- 1974年6月 - 新校舎の建設作業が始まる。
- 1975年7月 - 新校舎完成　引っ越しを行う。
- 1975年8月 - 木造校舎を取り壊し、校庭を整備する。
- 1976年1月 - 新校舎落成記念式典を行う。
- 1979年4月 - 全校にカーペットを敷く。
- 1982年2月 - 開校30周年式典を行う。
- 1983年5月 - 体育館、第2（旧図書室）第3オープンルーム（後のパソコン室）、新音楽室ができる。
- 1984年3月 - 石川県金沢市立新竪町小学校と姉妹校になる。
- 1989年3月 -「学校の森」ができ、「けやきの道」の渡り初めを行う。
- 1992年10月 - 開校40周年記念式典を行う。
- 1996年8月 - パソコンルームができる。パソコンは11台。
- 1997年4月 - 東京都青少年赤十字に加盟する。
- 1998年4月 - 教育目標が「かしこく・やさしく・たくましく」にかわる。
- 2000年11月 - 皆で守る「学校の森」として、朝日のびのび教育賞[3]を受賞する。
- 2001年1月 - 児童保護者のボランティア組織「金沢小おやじの会」[4]ができる。
- 2001年11月 - 児童用図書「学校の森物語」を出版する。
- 2002年5月 - 地域における野鳥や小動物の生息環境の創出、あるいは日々の暮らしの中でのみどりの普及等を推進した者（事業者、学校を含む）として、環境大臣賞[5]を受賞する。
- 2002年7月 - 金沢小学校校長高山厚子が読売教育賞最優秀賞（ 学校の指導運営部門）を受賞する。
- 2002年11月 - 開校50周年記念式典を行う。
- 2003年4月 - 板橋区の子供の居場所作りの一環としていきいき寺子屋プラン事業が開始され、ボランティア組織「金沢くらぶ」[6]ができる。
- 2006年2月 - 金沢小おやじの会が、厚生労働省からワンモアライフ勤労者ボランティア賞[7]を受賞する。

## 交通
- 都営地下鉄三田線 板橋区役所前駅下車　徒歩7分。
- JR埼京線 十条駅下車　徒歩15分。
- JR埼京線 板橋駅下車　徒歩20分。

## 地理
東京都板橋区の東端部に位置する。北で稲荷台、東で北区上十条及び十条台、南で板橋、西で仲宿と隣接する。町域の中央を東西に石神井川が流れ、東辺にJRの鉄道路線が走る。町域内には住宅のほか、多数の中小の工業施設が立地する住工混合市街地を形成している。また、町域北部の加賀二丁目に帝京大学板橋キャンパス、および帝京大学医学部附属病院が置かれている。かつては、加賀藩百万石の下屋敷があり、明治９年に下屋敷内に板橋火薬製造所がつくられ、戦時中は軍需施設として利用されていた。戦後、戦災にあった企業や学校が相次いで旧施設を借用し、現在もその名残が強く、工場や文教施設が多い地域である。昭和 60 年代から、地区内の大規模敷地で営業を続けてきた企業がその土地を民間デベロッパーに売却し、分譲マンションの建設が多くなり、現在も分譲マンションの建築が進んでいる。

## 通学区域
- 板橋区
  - 板橋三丁目44番から65
  - 加賀一丁目3番から23番
  - 加賀二丁目1番から20番
  - 仲宿1番から26番・30番・37番から40番[8]

## 進学先中学校
- 板橋区立加賀中学校[9]

## 学区 / 校区内の主な施設

### 道路・橋梁
道路
- 加賀学園通り

橋梁
- 御成橋
- 緑橋
- 加賀橋
- 金沢橋

## 施設

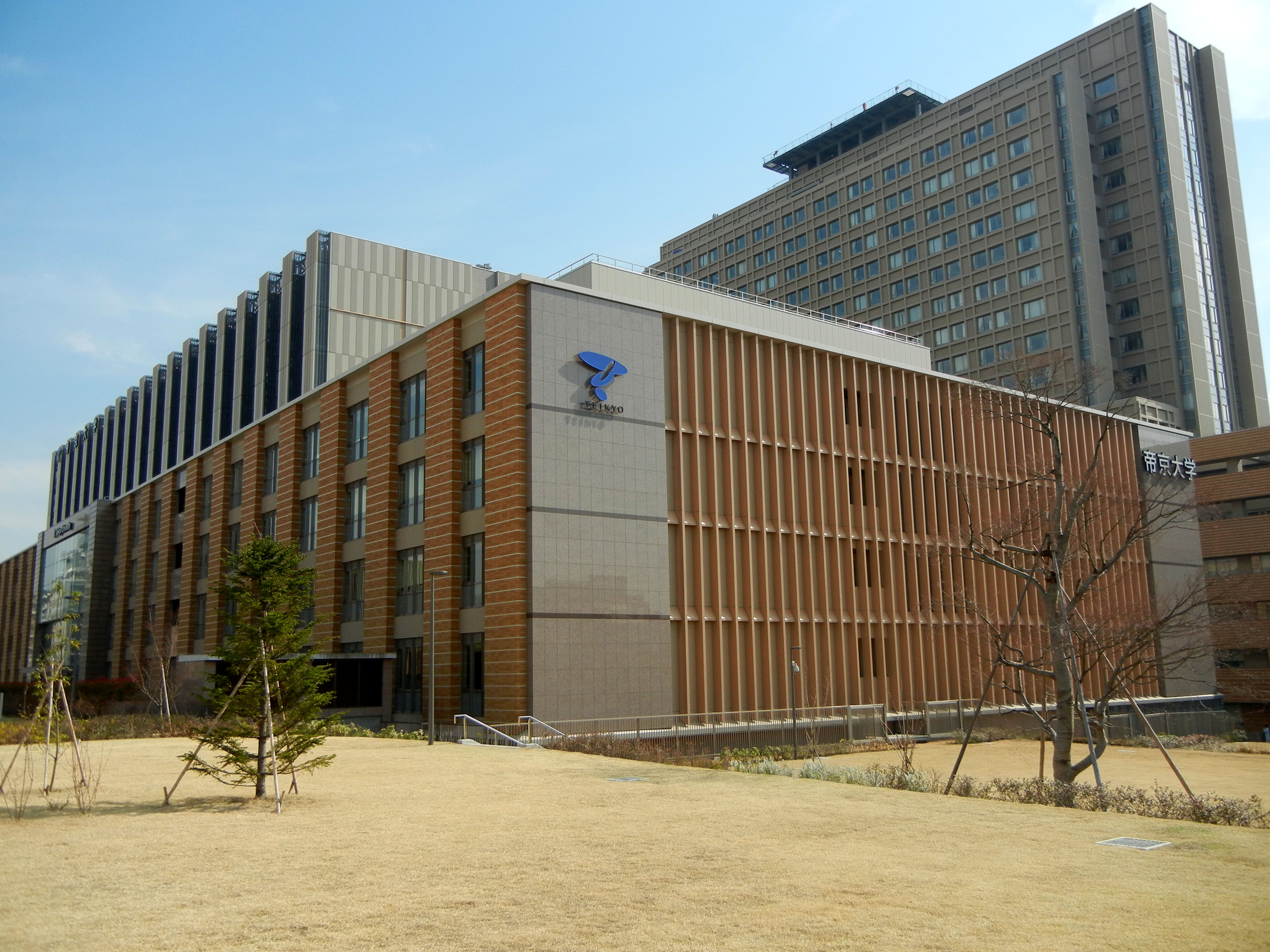
帝京大学板橋キャンパス

加賀一丁目
- 板橋区立東板橋図書館
- 板橋区立東板橋体育館
- 加賀公園
- 東京朝鮮中高級学校（所在地は北区十条台）

加賀二丁目
- 帝京大学医学部附属病院
- 帝京大学板橋キャンパス
- 板橋区立金沢小学校
- 板橋区立加賀中学校
- 加賀第二公園

### かつて存在した施設
- 国立極地研究所（加賀一丁目） - 立川市緑町に移転。
- 朝鮮大学校（加賀一丁目）- 小平市小川町に移転。

## おやじの会
板橋区立金沢小学校のおやじの会について
「おやじの会」の結成について
おとうさんの活躍だけが取りざたされるおやじの会だが、そもそもおやじの会の設立の経緯は、PTAも含めた学校行事に仕事の関係でなかなか参加できない。しかし子ども達のためになにかしてあげたいと思っている保護者有志が平日の学校行事の参加は難しいが、休日であればなにかお手伝いができると考え、立ち上がったのが始まりである。
「おやじの会」の活動目的
「おやじの会」では、ふだんは忙しく会う機会の少ない金沢小学校の保護者間の親睦をはかり、様々な情報交換を行う場を作ろうとしている。また、金沢小学校へ通うすべての児童の「おやじ」として、金沢小学校、PTAと協力してより良い金沢小学校を築くお手伝いそして金沢小学校全児童のための活動を行っている。
「おやじの会」の組織・活動について
PTA同様に子ども達のために始まった会であるため、学校行事やPTA行事にできるだけ協力参画したいのだが、いかんせん特に小学生の父親達はみな30代から40代と会社の中では一番重要な主戦力である。出張や休日出勤、残業など予定外の仕事がたびたび舞い込む。そのため、なかなか打合せなどできないのだが、携帯やメールが普及したおかげで、実際に集まって打合せを行わなくても、メールのやりとりでこなすことができるようになったことが、サラリーマンでも参画可能になった要因の一つとしてあげられる。
「おやじの会」の会員について
PTAの係や委員だとなんらかの行事やイベント時には、かなりの拘束力がありそうだが、おやじの会は参加できる時に参加するサラリーマン集団
として、
「仕事や家庭の事情での予定変更や欠席も問題ありません」の拘束力のなさが、PTA活動との違いであろう。ただしおやじの会主催のイベントでは、必ず参加できそうなメンバーが何名いるかなど事前確認をもちろん実施しており、当日の参加メンバーが想定外だった場合の対策なども企画段階で考慮しており、会社の業務さながらの緻密さが取り柄だ。平成１３年には、勤労者マルチライフ支援事業 の一環で、厚生労働省の企画による「ボランティアの風　おやじの会」のVTRが金沢小学校を舞台に作成され、金沢小学校のおやじの会と金沢くらぶが勤労者ボランティアのモデルとして紹介された。このVTRは、財団法人勤労者リフレッシュ事業振興財団から全国の中小企業経営者に配布された。

## 金沢くらぶ
金沢くらぶについて
学校開放協力会設立経緯
　平成１３年９月２７日、板橋区教育委員会より「学校開放協力会」の設立の要請が、板橋区小学校ＰＴＡ連合会にあった。
要請内容
- １．学校が週５日制になる平成１４年度の土曜日に、学校を拠点として、児童がすごせる場を作ってほしい。
- ２．その実行は「学校開放協力会」を作り運営して頂きたい。
- ３．「学校開放協力会」の組織・構成・運営方法などは地域差、学校差もあるので、各「学校開放協力会」に任せる。

上記要請を受け、平成１３年１０月、校長先生を交え検討を行い、「おやじの会」に「学校開放協力会」の設立のための窓口をお願いすることになった。
「おやじの会」では、１１月８日に板橋区教育委員会のとの会合を持ち、「学校開放協力会」の設立のための話し合いを行い、板橋区教育委員会より「おやじの会」が窓口となり、「学校開放協力会」を設立し運営することが了承された。　更に、平成１４年に金沢小学校が学校開放の重点校の指定を受けたことを機に、「学校開放協力会」設立のため、「学校開放推進支援会」を「おやじの会」をメンバーとし設立し活動を開始した。
平成１５年度からは、「学校開放協力会（金沢くらぶ）」の運営も定着してきたことから、上記「学校開放推進支援会」はその役割を終えて廃止され、現在は、金沢くらぶが独立的にいきいき寺子屋プラン事業を行っている。